# 御来屋駅
御来屋駅（みくりやえき）は、鳥取県西伯郡大山町西坪にある西日本旅客鉄道（JR西日本）山陰本線の駅である。
大山町の代表駅。駅舎は1902年の開通当時のもので、山陰地方最古の駅舎であり、登録有形文化財となっている。

## 歴史

### 年表
- 1902年（明治35年）11月1日：官設鉄道当駅 - 米子駅 - 境駅（現・境港駅）間開通時に終着駅として開設[1]。客貨取扱開始[1]。
- 1903年（明治36年）8月28日：官設鉄道当駅 - 八橋駅（現・浦安駅）間延伸、途中駅となる。
- 1909年（明治42年）10月12日：線路名称制定。山陰本線所属となる。
- 1962年（昭和37年）10月1日：貨物取扱廃止[1]。
- 1972年（昭和47年）2月10日：荷物扱い廃止[2]、無人駅化[3]。
- 1987年（昭和62年）4月1日：国鉄分割民営化に伴い、西日本旅客鉄道（JR西日本）の駅となる[1]。
- 2016年（平成28年）11月29日：駅本屋及び旅客上屋が国の登録有形文化財に登録される[4]。

当駅が境港とを結ぶ最初の開通区間の終着駅になったことについては、この区間の地形が比較的平坦であったことに加え、付近の富長村（現・大山町富長）に陸軍軍馬補充部大山支部があったことが重視されたためとされる。大山周辺は古くから牧畜が盛んで、江戸時代には「大山牛馬市」の立てられた地域であった（日本三大牛馬市参照）。陸軍はこうした地域特性を背景として軍馬補充部青野支部の大山派出所を設置、1899年（明治32年）に大山支部に昇格させた。

### 駅名について
大山町御来屋にある駅は、当駅では無く名和駅である。
- 1902年（明治35年）の開業当時、米子以東の官設鉄道の駅は、米子駅・淀江駅・御来屋駅のみであり、以前の山陰道宿場町である米子宿（西伯郡米子町）・淀江宿（西伯郡淀江町）・御来屋宿に対応していた。御来屋宿は西伯郡御来屋町となっていたが、当駅は御来屋宿の東の外れの西伯郡光徳村大字西坪（旧：汗入郡西坪村）に開業した。
- 1909年（明治42年）、当駅の西（御来屋駅 - 淀江駅間）の御来屋町域に、名和神社（西伯郡名和村）の最寄駅として名和仮乗降場（現・名和駅）が開設された。

## 駅構造

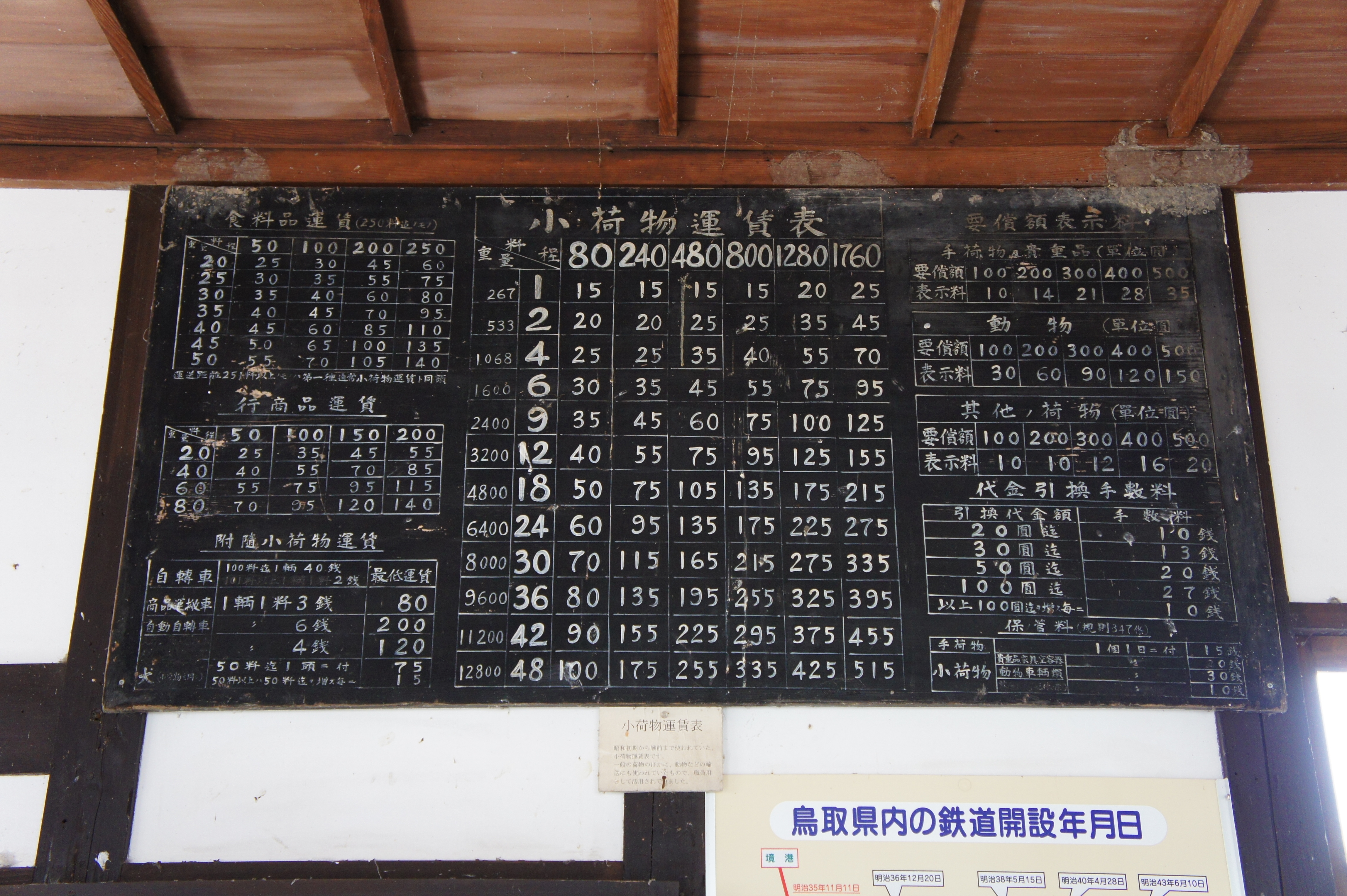
駅舎内に掲出されている小荷物運賃表（2011年5月）

単式・島式ホーム複合型2面3線を有する列車交換や待避可能な地上駅。単式1番のりば側に駅舎があり、島式2・3番のりばへは跨線橋で連絡している。木造駅舎を備える。
1902年（明治35年）の官設鉄道境（現・境港駅） - 米子 - 御来屋間開業時以来の駅舎を使用し続けている、山陰最古の駅である。2002年（平成14年）に、山陰鉄道発祥100周年を記念して駅舎整備が行われた。駅舎内には現役時代の小荷物運賃表、SL写真、山陰本線の歴史年表などが掲出されている。駅事務室であった空間は、大山恵みの里公社により直売所「みくりや市」として運営されて来たが、生産者の高齢化による商品持込数減少に伴い赤字が続き、2023年（令和5年）9月末で閉店することとなった。
2003年（平成15年）、鳥取県鉄道高速化事業に伴い1線スルー化工事が行われ、通過列車が1番線（単式側）を通過するようになった。現在は1番線が上下本線、2番線が下り副本線、3番線が上下副本線という構成である。旅客扱い上は米子駅管理の無人駅。駅舎内に自動券売機が設置されている。
2・3番のりば上には車掌車（ヨ4709）を改造した待合室が設置されている。2017年頃にリニューアルされ新品のベンチが設置される等内装が整備されたが、それ以前は車掌車の内装がほぼそのまま残されていて、窓の日除けの鎧戸を開閉することも出来た。

### のりば
| のりば | 路線     | 方向 | 行先           | 備考             |
| ------ | -------- | ---- | -------------- | ---------------- |
| 1      | 山陰本線 | 上り | 倉吉・鳥取方面 | 一部3番のりば    |
| 1      | 山陰本線 | 下り | 米子・松江方面 | 通常はこのホーム |
| 2・3   | 山陰本線 | 下り | 米子・松江方面 | 一部列車         |

- 2番線は下り専用となっており、鳥取方面への発車は不可。

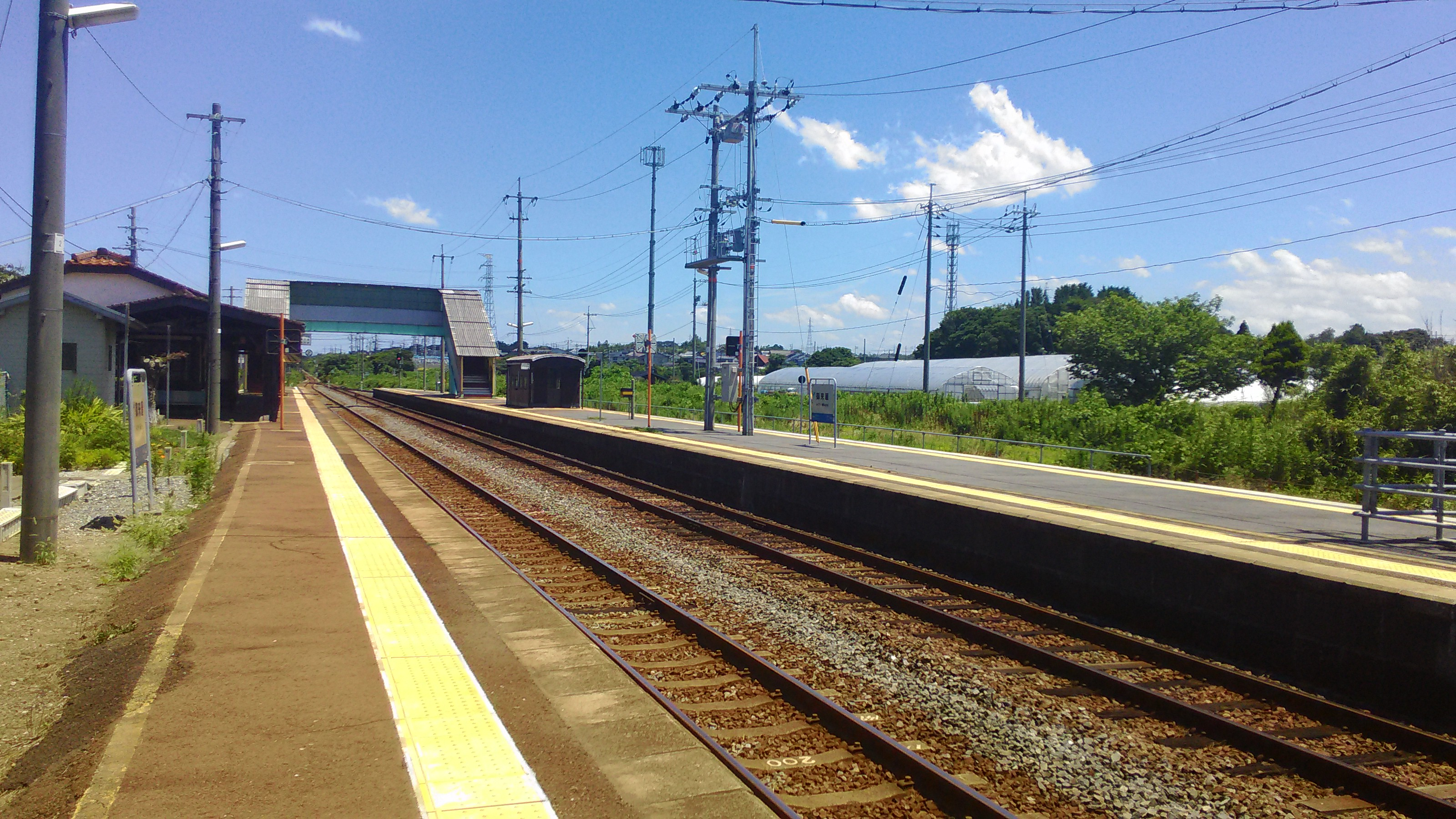
ホーム（鳥取方面、2015年7月）
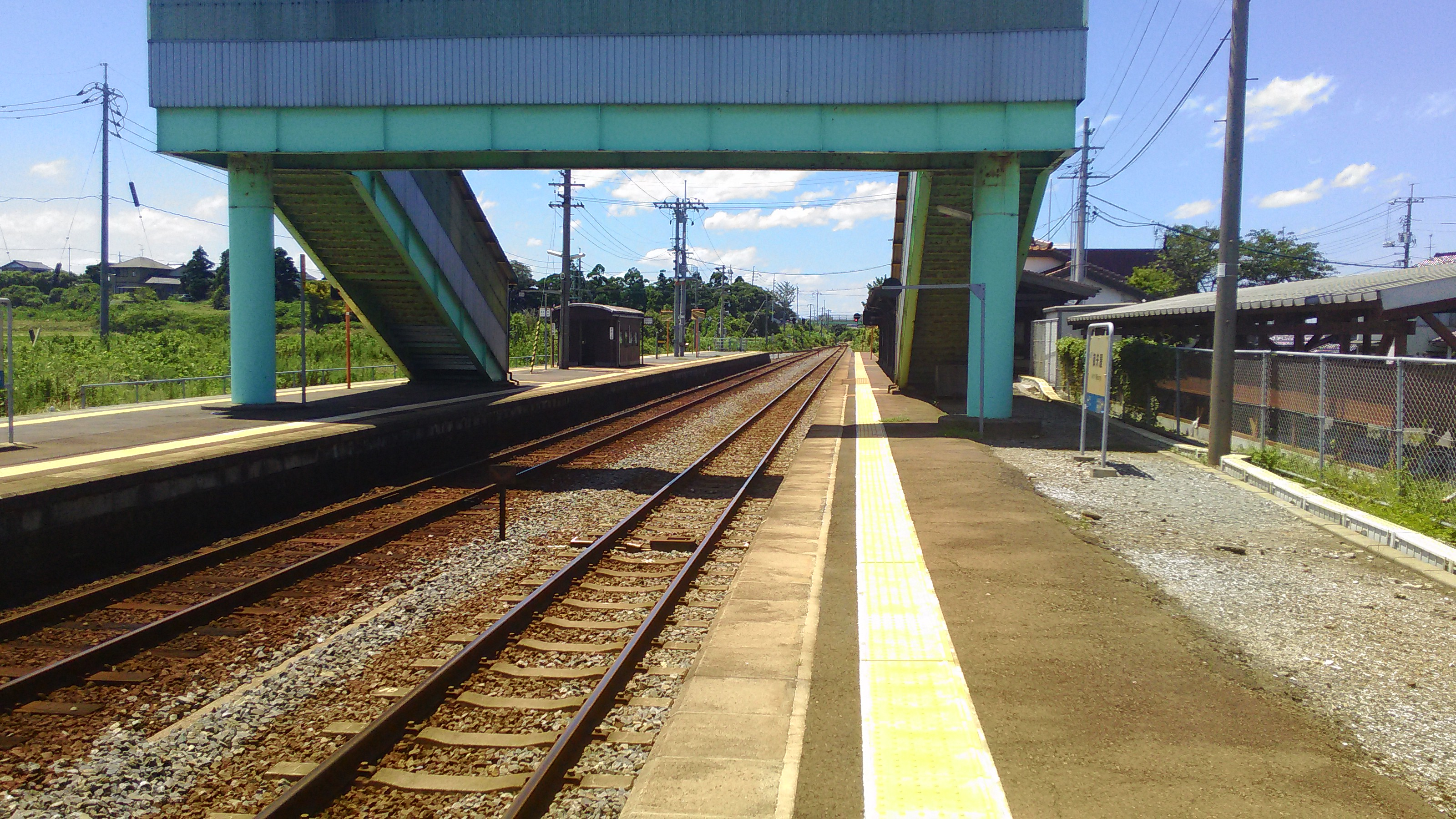
ホーム（米子方面、2015年7月）

## 利用状況
| 1日乗降人員推移 | 1日乗降人員推移 |
| 年度            | 1日平均人数     |
| --------------- | --------------- |
| 2011年          | 271             |
| 2012年          | 286             |
| 2013年          | 260             |
| 2014年          | 258             |
| 2015年          | 266             |
| 2016年          | 258             |
| 2017年          | 252             |
| 2018年          | 234             |
| 2019年          | 210             |
| 2021年          | 182             |

## 駅周辺
- 大山町役場
- 琴浦大山警察署 御来屋駐在所
- 御来屋郵便局
- 鳥取銀行
- 山陰合同銀行
- 海岸展望所
- 国道9号
- 鳥取県道240号旧奈和西坪線
- 鳥取県道269号松河原名和線

## バス路線
当駅より約300m東、国道9号上に御来屋駅東口バス停留所がある。
- 日本交通
  - 下市入口行
  - 米子駅方面 （イオンモール日吉津東館行は終点で米子駅方面に接続。乗継の場合、降車時に運転手へ申し出ること。）[13]

## 隣の駅
西日本旅客鉄道（JR西日本）
 山陰本線
■快速「とっとりライナー」
通過
■普通
下市駅 - 御来屋駅 - 名和駅

### 「みくりや」と読む他の駅
- 御厨駅 (静岡県) - JR東海東海道本線の駅
- 御厨駅 (長崎県) - 松浦鉄道西九州線の駅